# Rezervația naturală Baziaș
Baziaș este o arie naturală protejată (de interes național) ce corespunde categoriei a IV-a IUCN (rezervație naturală de tip mixt), situată în județul Caraș-Severin, pe teritoriul administrativ al comunei Socol.

## Localizare
Aria naturală întinsă pe o suprafață de 170,90 hectare se află în extremitatea sud-vestică a județului Caraș-Severin, în partea sudică a Munților Locvei ce aparțin Munților Banatului (subdiviziune a Carpaților Occidentali), în apropierea drumului național DN57A care leagă satul Pojejena de  localitatea Socol.

## Descriere
Rezervația naturală a fost declarată arie protejată prin Legea Nr.5 din 6 martie 2000, publicată în Monitorul Oficial al României, Nr.152 din 12 aprilie 2000 (privind aprobarea Planului de amenajare a teritoriului național - Secțiunea a III-a - zone protejate) și este inclusă în Parcul Natural Porțile de Fier.

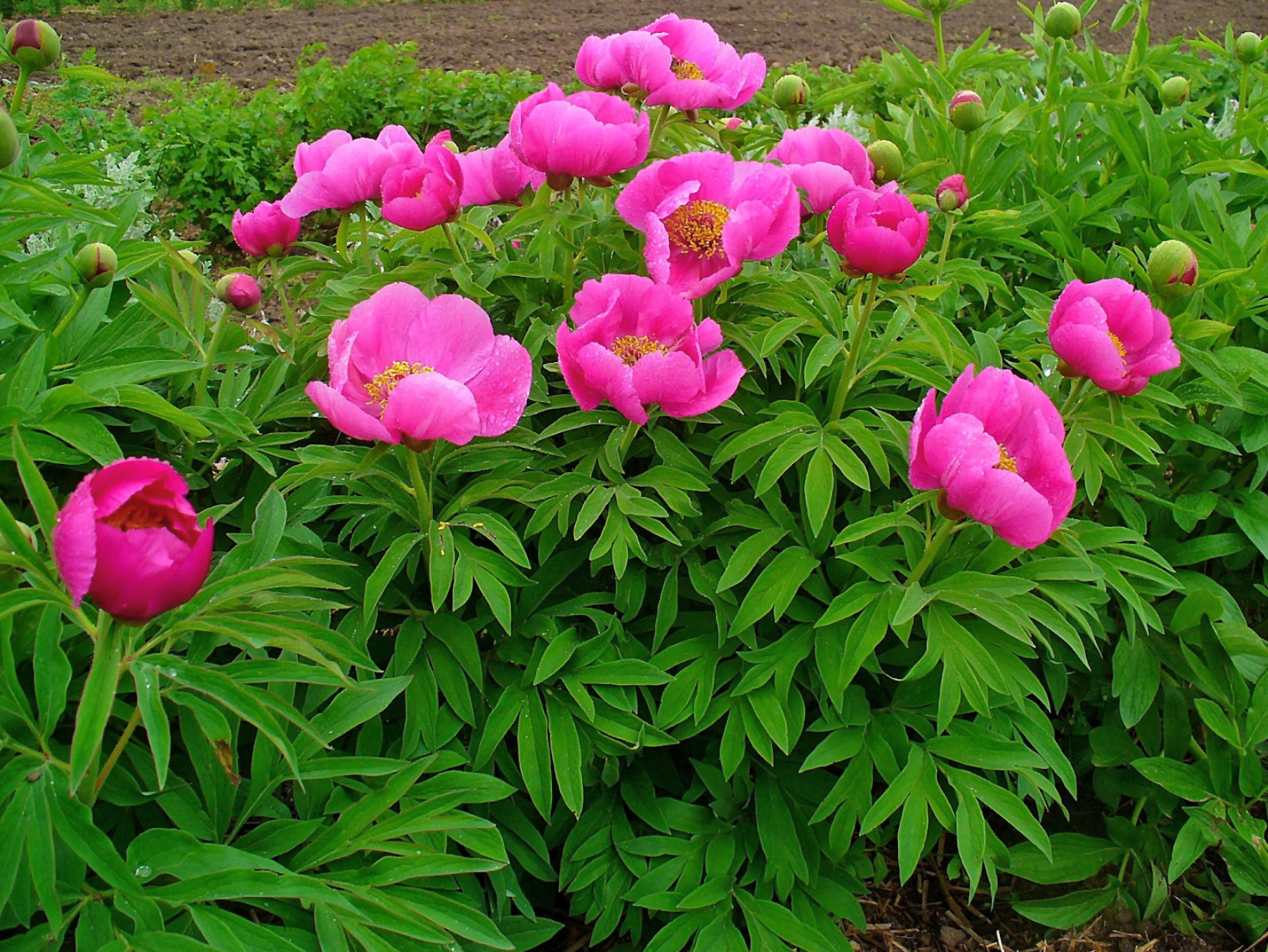
Bujor bănățean (Paeonia officinalis)

Aria naturală reprezintă o zonă muntoasă (de altitudine mică) străbătută de valea Ribișului (afluent al Dunării) ce adăpostește floră și faună specifică Occidentalilor. 
     Arbori și arbuști
Rezervația a fost creată cu scopul de a proteja arbori și arbusti din specii de: cer (Quercus cerris), stejar pufos (Quercus pubescens), mojdrean (Fraxinus ornus), tei argintiu (Tilia tomentosa) sau corn (Cornus mas). 
     Specii ierboase
La nivelul ierburilor sunt întâlnite specii floristice (unele foarte rare sau endemice pentru această zonă) de: bujor bănățean ( cu specii de Paeonia officinalis ssp. banatica și Paeonia mascula), stânjenelul de stâncă (Iris reichenbachii) sau gladiolă sălbatică (Gladiolus illyricus).